# Marta Puig i Puigvert
Marta Puig i Puigvert   (Olot, 1943) és una actriu teatral catalana.
Nascuda a Olot l'any 1943, va instal·lar-se a Màlaga i a Madrid quan tenia 20 anys. Principalment ha fet obres de comèdia com Vidas privadas (1970), Aurelia o la libertad de soñar (1971), Julieta tiene un desliz (1972), Los habitantes de la casa deshabitada (1980), Cuando yo era niña... (1988), Palomas intrépidas (1990), Melocotón en almíbar (1992), Las hermanas Rosensweig (1993), Los Claveles (2002), Vamos a contar mentiras (2005) o Leonor de Aquitania (2006). Tanmateix, ha actuat en sèries de televisió com Hostal Royal Manzanares (1995), Academia de baile Gloria (2001), La verdad de Laura o Yo también te quiero (2011).
És l'esposa de l'actor Jaime Blanch.